# Assaig destructiu
Un assaig destructiu en enginyeria i innovació de producte és una forma d'assaig mecànic que es fa servir per estudiar les característiques i límits d'un producte o d'un material. Té la particularitat que a la fi de l'assaig el producte és trenca o es fa malbé.

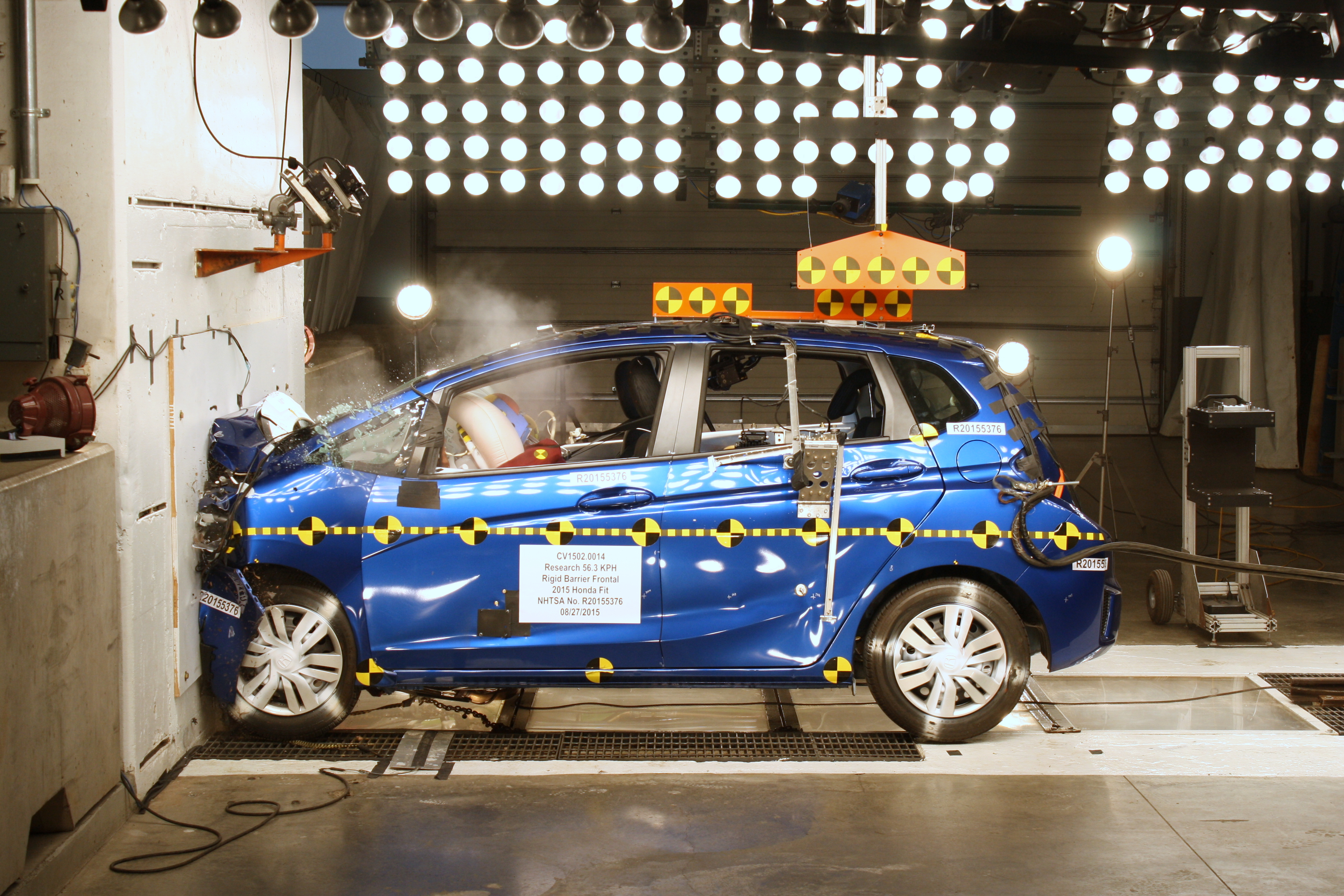
Assaig de xoc d'un auto

Poden ser assajos únics o assajos repetitius. Un exemple d'un assaig únic és l'assaig de xoc d'un auto. Altres testen l'efecte de la repetició per respondre a qüestions com ara: quantes vegades es pot obrir i tancar una frontissa fins que trenca? Després de quantes bugades un teixit perd la color?
És distingeixen dels assasjos en el qual el producte roman intacte. Generalment la decisió entre assaig destructiu o no destructiu està relacionada amb el valor del producte a provar. Esclar, per exemple que en arquitectura no es assajarà un pont fins que trenqui, però s'optarà per una prova no destructiva. A més de les proves mecàniques, es desenvolupen tècniques de modelatge i de simulació que poden reemplaçar proves mecàniques. Permeten de corregir errors abans d'aplicar els assajos reals en un prototip, que són operacions costosos. Les dues tècniques es complementen. Tanmateix no es poden excloure els assajos reals, com que sempre seran menester de temps en temps per validar les conclusions de les simulacons.
En els assajos destructius de materials hi ha l'assaig de tracció, resiliència, compressió, cisallament, flexió, fatiga, torsió i plegat. Aquests assajos permeten triar la qualitat necessària de materials per l'efecte volgut i evitar la sobrequalitat costosa. També es fa servir en la controvertida obsolescència planificada per limitar la vida útil d'un producte i augmentar el consum.